# Ramulus augustus
Ramulus augustus är en insektsart som först beskrevs av Carl 1913.  Ramulus augustus ingår i släktet Ramulus och familjen Phasmatidae. Inga underarter finns listade i Catalogue of Life.